# Fortuyniidae
Fortuyniidae zijn  een familie van mijten. Bij de familie zijn drie geslachten met circa 15 soorten ingedeeld.